# Місто першого салюту
Місто першого салюту — неофіційна назва міст Орла і Бєлгорода, які 5 серпня 1943 року під час Курської битви були звільнені від німецько-фашистських загарбників військами Західного, Центрального, Воронезького, Брянського і Південно-західного фронтів.
За наказом Сталіна Й. В. № 2 від 5 серпня 1943 року, цього дня був даний артилерійський салют військам, які звільнили Орел і Бєлгород. Цей салют був першим у роки Великої Вітчизняної війни, тому за містами Орел та Бєлгород закріпилась назва «місто першого салюту».
Москва вперше салютувала радянським військам дванадцятьма артилерійськими залпами з 120 гармат. Щоби залпи було чути повсюду, групи зброї були розставлені на стадіонах і пустирях різних районів Москви.